# Abaqus

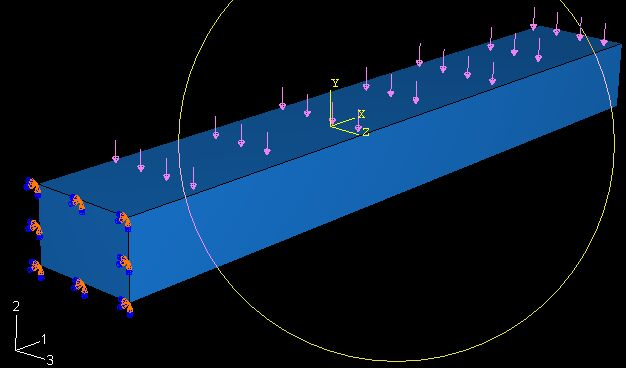
Gráfico que demuestra la simulación aplicando cálculos estructurales.

Abaqus FEA es un conjunto de programas informáticos (product suite) de simulación que aplica el método de los elementos finitos para realizar cálculos estructurales estáticos lineales y no lineales, dinámicos incluyendo simulación de impactos, problemas de contacto de sólidos, térmicos, acoplamientos acústico-estructurales, mecánica de fluidos, piezoeléctricos, análisis geotécnico y otros.
Consta de cuatro productos: Abaqus/CAE (siendo CAE el acrónimo de "Complete Abaqus Environment"), Abaqus/CFD (acrónimo de "Computational Fluid Dynamics"), Abaqus/Standard y Abaqus/Explicit.